# Distretto di Hidaka (Hokkaidō)
Il distretto di Hidaka (日高郡?) è uno dei distretti della Sottoprefettura di Hidaka, Hokkaidō, in Giappone.
Attualmente comprende il solo comune di Shinhidaka.